# Хородіштя (Ботошань)
Хородіштя (рум. Horodiștea) — село у повіті Ботошані в Румунії. Входить до складу комуни Пелтініш.
Село розташоване на відстані 425 км на північ від Бухареста, 54 км на північ від Ботошань, 136 км на північний захід від Ясс.

## Населення
За даними перепису населення 2002 року у селі проживали 958 осіб, з них 955 осіб (99,7%) румунів. Рідною мовою 957 осіб (99,9%) назвали румунську.